# داگلاس سکویرا
داگلاس سکویرا (هلندی: Douglas Sequeira؛ زادهٔ ۲۳ اوت ۱۹۷۷) یک بازیکن فوتبال اهل کاستاریکا است.
وی همچنین در تیم ملی فوتبال کاستاریکا بازی کرده‌است.